# Паркер Кейн (фільм)
Паркер Кейн (англ. Parker Kane) — американський телефільм 1990 року.

## Сюжет
Паркер Кейн, колишній детектив поліції, працює приватним детективом. Коли вбивають його близького друга Джо, залишивши на місці злочину портфель з грошима, Кейн починає власне розслідування. Докази призводять Паркера до великих афер, пов'язаних з незаконним захороненням токсичних відходів.

## У ролях
- Джефф Фейгі — Паркер Кейн
- Маріса Томей — Ейпріл Гейнс
- Дрю Снайдер — лейтенант Данбар Фіск
- Річард Зобель — Джек Муді
- Чіно «Фетс» Вільямс — Кук
- Гейл О'Грейді — Сінді Елліс
- Патті ЛаБелль — Картьє
- Закес Мокае — Малюк Блискавка
- Стеллан Скашгорд — Натан Ван Адамс
- Девід Карузо — Джої Торрегросса
- Алан Розенберг — Морріс
- Біллі Верт — Джессі
- Вільям Лаккінг — Чак Дамбі